# Uppror i Finland under finska kriget
Under finska kriget 1808-1809 inträffade ett flertal uppror mot Rysslands ockupation på Åland, i mellersta Finland, i Österbotten, i Norra Karelen och i Savolax, på initiativ av den finländska allmogen mot de ryska ockupanterna. De hindrade den ryska framryckningen, vilket var anledningen till att den svenske kungen organiserade landstigningar i kustområdena i Vasa och Åbo för att ytterligare motivera rebellerna.